# راشد الجويسري
راشد عوض مطلق الجويسري من مواليد دولة الكويت في عام 1943 ، نائب سابق في مجلس الامة، شارك في انتخابات مجلس الأمة الكويتي عن الدائرة الثانية عشر السالمية عام 1967 وفاز بالانتخابات، كما شارك في انتخابات مجلس الأمة الكويتي عن الدائرة الثانية عشر السالمية عام 1971 وفاز بالانتخابات، كما شارك في انتخابات مجلس الأمة الكويتي عن الدائرة الثانية عشر السالمية عام 1975 وفاز بالانتخابات، كما شارك في انتخابات مجلس الأمة الكويتي عن الدائرة الثانية عشر السالمية عام 1985 وفاز بالانتخابات، كما شارك في بانتخابات المجلس الوطني الكويتي عام 1990 وأصبح نائب رئيس المجلس الوطني الكويتي.

## مواقفه في مجلس الأمة
| الكتل                                                 | مستقل                |
| اللجان                                                | التشريعية والقانونية |
| الحركة الدستورية (32 نواب سابقين) (1989)              | لا ينتمي إلى الحركة  |
| الاستجوابات (1986)                                    | لم يقدم استجوابا     |
| قانون حق الانتخاب للمتجنسين (1986)                    | صوت بالموافقة        |
| تعديل المادة الاولى من قانون المحكمة الدستورية (1986) | موافق                |
| استجواب سلمان الدعيج (1985)                           | لا موقف              |